# Уоррем, Кенни
Кенни Уоррем (англ. Kenny Wharram; 2 июля 1933, Феррис, Онтарио — 10 января 2017, Норт-Бей, Онтарио) — бывший канадский хоккеист, игравший на позиции крайнего нападающего.
Обладатель Кубка Стэнли в составе «Чикаго Блэк Хоукс» (1961). Провел более 800 матчей в Национальной хоккейной лиге.

## Игровая карьера
Хоккейную карьеру начал в 1949 году.
В течение профессиональной клубной игровой карьеры, которая длилась 19 лет, защищал цвета команд «Чикаго Блэк Хоукс» и «Баффало Бизонс».
В общем провел 846 матчей в НХЛ, включая 80 игр плей-офф Кубка Стэнли.

## Награды и достижения
- Вторая команда всех звезд АХЛ — 1955.
- Первая команда всех звезд НХЛ — 1964, 1967.
- Приз Леди Бинг — 1964.
- Участник матчей всех звезд НХЛ — 1961, 1968.

## Ссылка
- Уоррем, Кенни — статистика на The Internet Hockey Database  (англ.)